# Referendo constitucional na Somália em 1961
Um referendo constitucional foi realizado na Somália em 20 de junho de 1961 para votar a nova constituição para o país, criada no ano anterior pela união da Somalilândia Britânica e da Somalilândia Italiana. Foi aprovado por 90,56% dos eleitores.
Na região da Somalilândia, o partido da Liga Nacional Somali (LNS) encorajou um boicote ao referendo e 60% dos cerca de 100.000 votos da Somalilândia se opuseram à constituição. No entanto, o sul do país teve 1.952.660 eleitores, dando efetivamente ao sul o poder de veto, e ofuscou o fato de que não havia mandato popular para uma união.

## Fraude eleitoral
Mais votos foram dados em Wanlaweyn, uma pequena cidade no sul da Somália, do que em toda a Somalilândia. Isso criou um clima de desconfiança e um novo termo para os sulistas - "Wanla Weyn".

## Resultados
| Opção                             | Votos     | %     |
| --------------------------------- | --------- | ----- |
| Favorável                         | 1.760.540 | 90.59 |
| Contrário                         | 182.911   | 9.41  |
| Votos inválidos / brancos         |           | −     |
| Total                             | 1.943.451 | 100   |
| Fonte: African Elections Database |           |       |